# Бюхенбах
Бюхенбах (нім. Büchenbach) — сільська громада в Німеччині, розташована в землі Баварія. Підпорядковується адміністративному округу Середня Франконія. Входить до складу району Рот.
Площа — 30,78 км2. Населення становить 5304 ос. (станом на 31 грудня 2020).